# Let It Be (album, Laibach)
Let It Be je studijski album skupine Laibach, ki je izšel leta 1988 pri založbi Mute Records. Album je predelava istoimenskega albuma skupine The Beatles v stilu skupine Laibach z vojaškimi ritmi, nekatere skladbe, med njimi »Across the Universe«, pa so predelane na nekoliko drugačen način. Album ne vsebuje naslovne skladbe, skladba »Maggie Mae« pa je zamenjana z nemško narodno pesmijo »Auf der Lüneburger Heide« v kombinaciji s skladbo »Was gleicht wohl auf Erden«. Skladba »For You Blue« se začne z Moondogovo skladbo »Crescent Moon March«. Skladba »One After 909« vsebuje del skladbe »Smoke on the Water«, ki jo je originalno posnela skupina Deep Purple.

## Seznam skladb
Vse aranžmaji so delo skupine Laibach, vse skladbe pa sta napisala John Lennon in Paul McCartney, razen kjer je posebej označeno.
| Št. | Naslov                                                                                             | Dolžina |
| --- | -------------------------------------------------------------------------------------------------- | ------- |
| 1.  | „Get Back‟                                                                                         | 4:25    |
| 2.  | „Two of Us‟                                                                                        | 4:04    |
| 3.  | „Dig a Pony‟                                                                                       | 4:40    |
| 4.  | „I Me Mine‟ (George Harrison)                                                                      | 4:41    |
| 5.  | „Across the Universe‟                                                                              | 4:15    |
| 6.  | „Dig It‟ (Lennon, McCartney, Harrison, Richard Starkey)                                            | 1:32    |
| 7.  | „I've Got a Feeling‟                                                                               | 4:34    |
| 8.  | „The Long and Winding Road‟                                                                        | 1:49    |
| 9.  | „One After 909‟                                                                                    | 3:20    |
| 10. | „For You Blue‟ (Harrison, Hardin)                                                                  | 5:10    |
| 11. | „Maggie Mae (Auf der Lüneburger Heide & Was gleicht wohl auf Erden)‟ (Ludwig Rahlfs, Hermann Löns) | 3:41    |

## Produkcija
- Oblikovanje: New Collectivism Studio
- Naslovnica: Irwin
- Snemalca: Iztok Turk, Janez Križaj